# キルヒツェル
キルヒツェル (ドイツ語: Kirchzell) は、ドイツ連邦共和国バイエルン州ミルテンベルク郡に属する市場町。オーデンヴァルト内のバイエルン州、ヘッセン州、バーデン＝ヴュルテンベルク州の3州の州境に位置する。

## 地理
キルヒツェルは、多くが森に覆われたミルテンベルク内で最も広い町で、ベルクシュトラーセ＝オーデンヴァルト地質自然公園に属す。このブンテル砂岩の地域からは、ヴァルトバッハ川、ガーベルバッハ川、ムート川といった小川がマイン川に向かって流れ出している。
この町の近くにある都市には以下のものがある。アモールバッハ、エアバッハ、ミヒェルシュタット、ミルテンベルク、ムーダウ、ヴァルデュルン。

### 自治体の構成
この町は、公式には9つの地区 (Ort) からなる。このうち小集落や孤立農場などを除く集落を以下に列記する。
- ブライテンブーフ
- ブーフ
- キルヒツェル
- オットルフスツェル
- プロインシェン
- ヴァッターベッハ

## 歴史
キルヒツェルは、1200年の歴史を持つ町である。キルヒツェルはその成立や名前をアモールバッハのベネディクト会修道院に拠っている。1168年にアモールバッハ修道院はデュルン家の所領となり、キルヒバッハもそれに従った。この貴族家はプロインシェン山にヴィルデンベルク城（ヴィルデンブルクともいう）を建設した。この城はシュタウフェン時代の城塞建築の傑作であった。100年後にデュルン家は、その所領をマインツ大司教に売却した。1700年、「キルヒツェラー・グルンデ」の中心地として、キルヒツェルに市場開催権が与えられた。マインツ政府は1803年の帝国代表者会議主要決議によってライニンゲン侯領となり、1806年にバーデン領、1810年にはヘッセン＝ダルムシュタット方伯領となった。さらに、1816年にフランクフルトで行われたヘッセン/バイエルン会談で、バイエルン領となった。
市場町としてのキルヒツェルは、1975年の市町村再編の際に、ヴァッターバッハ、オットルフスツェル、プロインシェン（この村にブライテンブーフとブーフが含まれていた）およびデルンバッハ集落、ブライテンバッハ集落、シュラーミューレ集落およびホーフミューレ集落が合併して大きな街となったものである。

## 行政

### 町議会
キルヒツェルの町議会は14議席からなる。

### 紋章
この町の紋章には、町の名前にちなんだシンボルとして教会 (Kirche) が描かれ、その両側に司教杖とマインツの輪が配されている。司教杖とマインツの輪はこの町がかつてマインツ選帝侯ならびにアモールバッハ修道院に属していたことを示している。

## 経済と社会資本

### 交通
- アウトバーンA81号線のインターチェンジまで約45km
- アウトバーンA3号線のインターチェンジまで約50km
- ICEが利用できるアシャッフェンブルクまで約51km
- レギオナルバーンが利用できるアモールバッハまで約6km
- フランクフルト空港まで約89km

## 文化と見所

### 博物館
プロインシェン地区のヴァッターバッヒャー・ハウスには、森の博物館がある。ヴァッターバッヒャー・ハウスは、オーデンヴァルトで最も古い建築物の一つである。初代の建物は1475年頃に建てられ、元々はヴァッターバッハに建っていた。1982年にプロインシェン地区に移築された。森の博物館の中には、オーデンヴァルトの森の歴史や、昔の森の利用法、かご造りやホップ栽培などの様子が展示されている。

### 建築

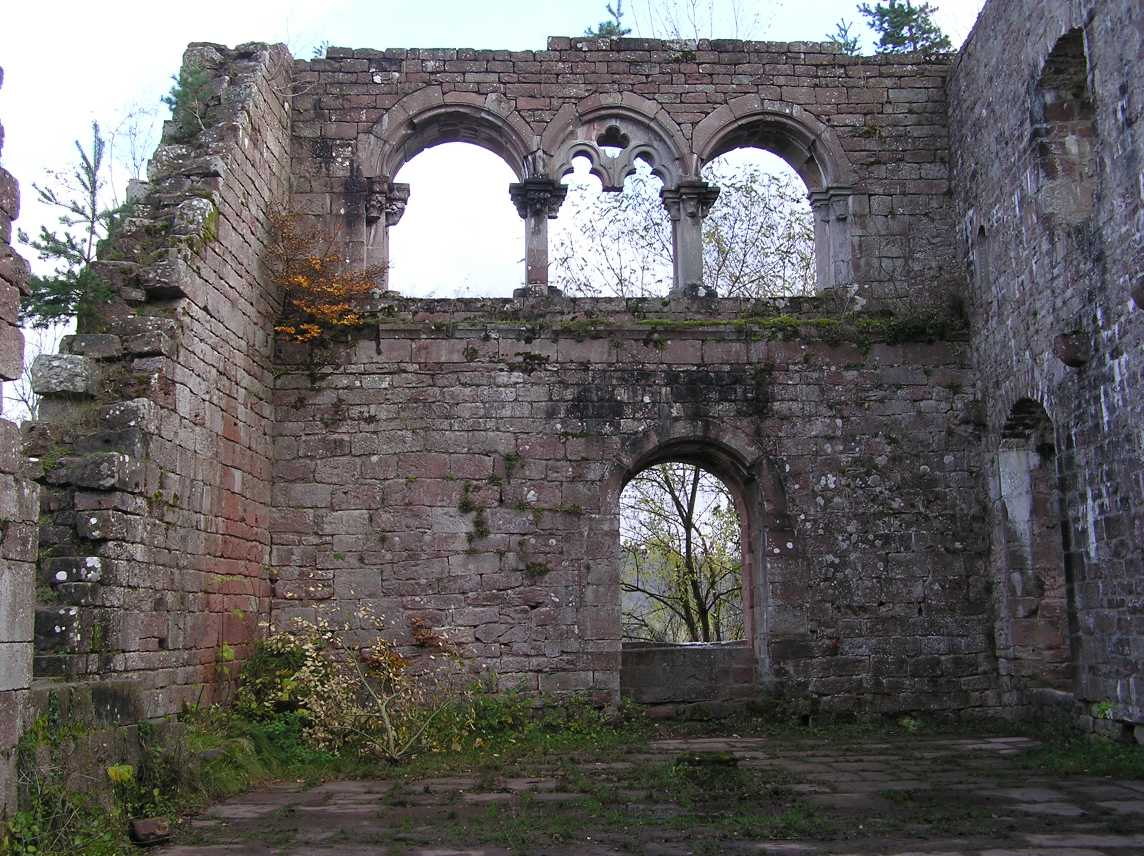
ヴィルデンベルク城趾

- リーメス跡 — かつてのゲルマン人に対するローマ帝国の防塁
- 中世盛期シュタウフェン朝のヴィルデンベルク城趾（ヴィルデンブルクともいう）で、ヴォルフラム・フォン・エッシェンバッハのパルツィファルにも登場する。
- ブライテンバッハ区の1483年に制作されたオーデンヴァルトで最も古い路傍のキリスト十字架像

### 音楽
キルヒツェルには1891年に設立された合唱協会があり、4つの合唱団が所属している。

### スポーツ
- 1908年に設立された TVキルヒツェルは、2008年から2009年のシーズンをハンドボール・レギオナルリーガ（南西部）でプレイする。
- FCキッカーズ・キルヒツェルは1922年に設立された。

### 文学
- エルンスト・ロックストロー『キルヒツェルの雷雨』
- トーマス・ラツカ『キルヒツェルの市場開催権300年史』